# Downtown de Bratislava

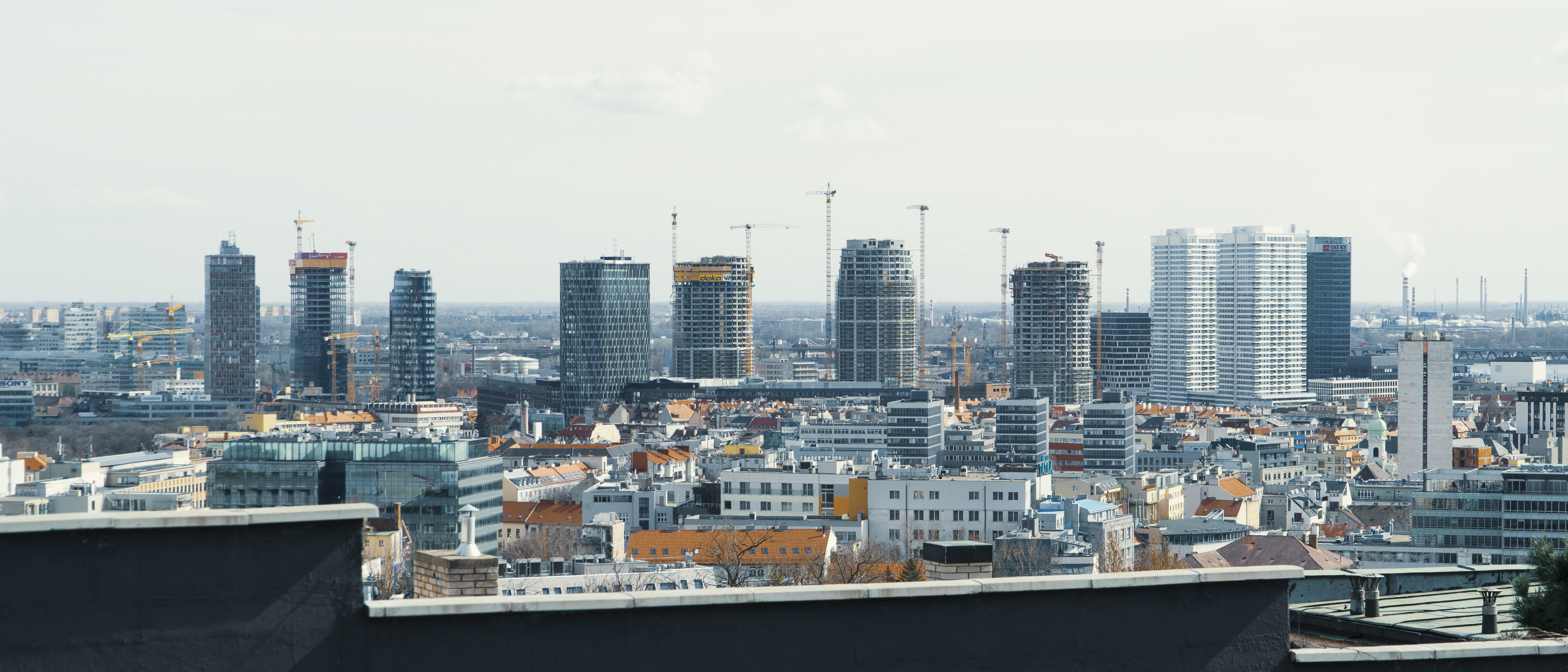
Vista de los edificios de gran altura de la zona, marzo de 2019

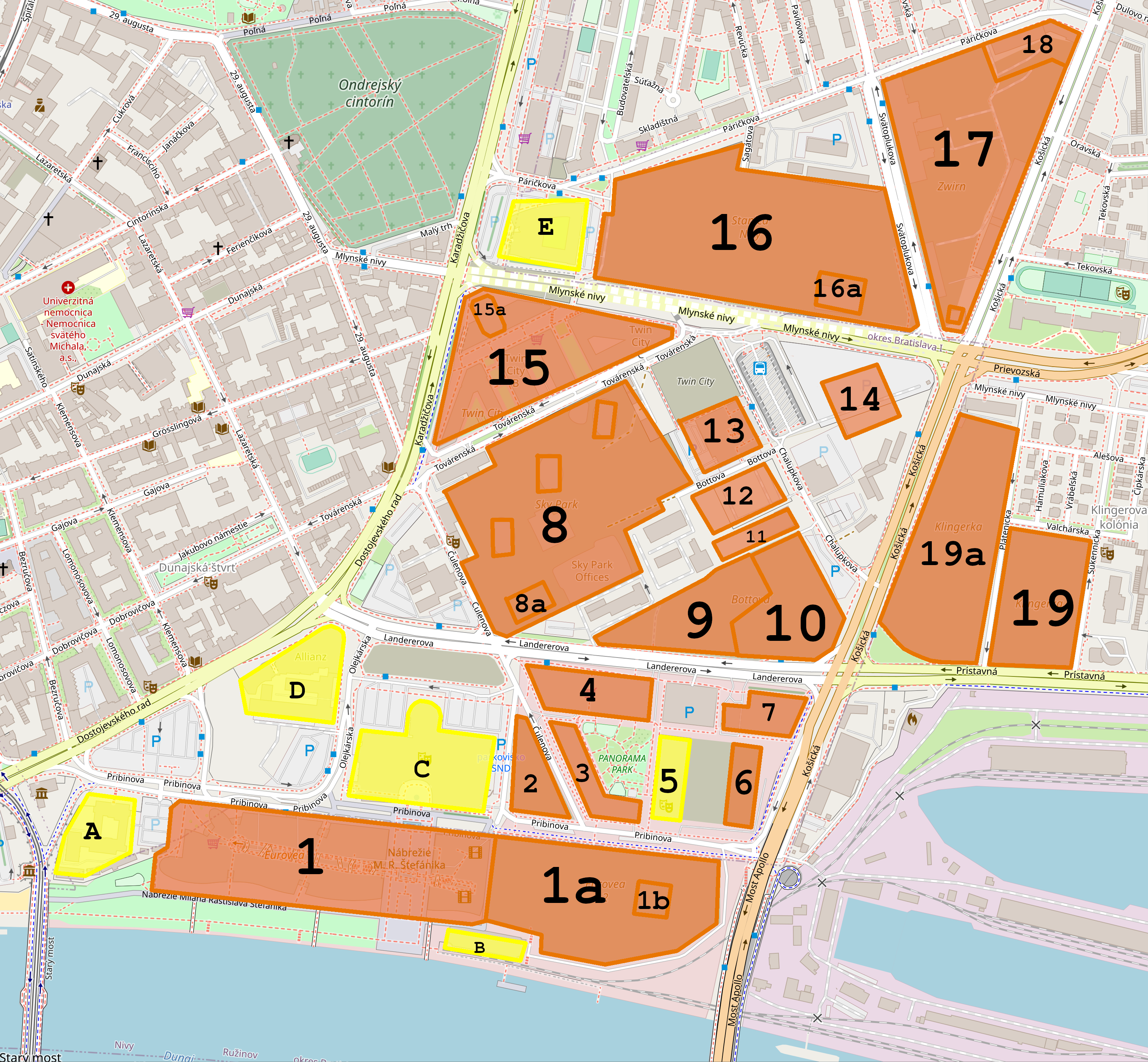
Los edificios original y proyectos de desarrollo en el mapa del downtown de Bratislava

El downtown de Bratislava (en eslovaco: Bratislavský downtown) también conocido como el centro nuevo de bratislava (en eslovaco: nové centrum Bratislavy) o simplemente como el cuarto (nuevo) de rascacielos (en eslovaco: (nová) mrakodrapová štvrť) es el nombre usado para un nuevo distrito urbano emergente en Bratislava, que consistirá en gran parte de edificios de gran altura residenciales y de oficinas. Se encuentra a orillas del Danubio, aproximadamente en la frontera entre el Ciudad Vieja, Ružinov y Petržalka. Varios proyectos de desarrollo están actualmente en marcha en la zona, principalmente implementados por las empresas J&T Real Estate, Penta Real Estate, HB Reavis y YIT Slovakia.

## Comentario
1. ↑  Esta designación incluye/también se usa para otras partes de Bratislava, por ejemplo proyectos en la zona Vydrica.

- Datos: Q97041371